# Тейлор, Эстель
Эстель Тейлор (англ. Estelle Taylor, 20 мая 1894 — 15 апреля 1958) — американская актриса, которая была популярна в 1920-е годы в Голливуде в эпоху немого кино.

## Биография
Эстель Бойлан родилась 20 мая 1894 года в городе Уилмингтон, штат Делавэр. В 1913 году, будучи ещё совсем юной девушкой, она вышла замуж за банкира и переехала с ним в Нью-Йорк, где стала изучать драматическое искусство. Там она также часто позировала в качестве модели различным художникам и выступили несколько раз в хоре на Бродвее. В конце 1910-х годов, после развода, она перебралась в Голливуд, где в 1919 году и началась её кинокарьера.
Первого успеха она добилась в середине 1920-х годов, снявшись в картинах «Монте-Кристо» (1922), «Десять заповедей» (1923) и «Дон Жуан» (1926). Не менее успешными стали её роли в картинах «Уличная сцена» (1931), «Симаррон» (1931) и «Называй её дикой» (1932).
В 1925 году вышла замуж за знаменитого боксёра Джека Демпси. Второй брак так же не удался и в 1930 году завершился скандальным разводом. В итоге после суда Эстель получила от бывшего мужа $40,000 наличными, 3 автомобиля и имущество на общую сумму в $150,000.
Эстель Тейлор была очень дружна с мексиканской актрисой Лупе Велес. 13 декабря 1944 года они провели вместе вечер в ресторане, после чего Велес вернулась домой и покончила с собой. Тейлор стала последней, кто видел Лупе живой, и поэтому её имя некоторое время не сходило со страниц газет.
Последний раз на экранах она появилась в 1945 году в фильме Жана Ренуара «Южанин». Последующие годы Тейлор посвятила защите животных и стала основательницей и первым президентом Калифорнийской лиги защиты животных.
Эстель Тейлор умерла от рака 15 апреля 1958 года в Лос-Анджелесе и была похоронена на местном кладбище «Hollywood Forever». За свой вклад в кино актриса была позже удостоена звезды на Голливудской аллее славы.
В 1983 году в США выходит телевизионный фильм Dempsey, основанный на жизни Джека Демпси. Роль Эстель Тейлор в картине была исполнена британской актрисой Викторией Теннант.

## Избранная фильмография
| Год  |   | Русское название | Оригинальное название | Роль     |
| ---- | - | ---------------- | --------------------- | -------- |
| 1931 | ф | Симаррон         | Cimarron              | Дикси Ли |